# Chris Calloway
Chris Calloway (* 21. September 1945 in Los Angeles; † 7. August 2008 in Santa Fe (New Mexico)) war eine US-amerikanische Jazzsängerin.

## Leben
Chris Calloway war die Tochter des Jazzsängers und legendären Cotton-Club-Bandleaders Cab Calloway. Sie trat in einigen Broadway-Produktionen von Hello, Dolly! mit Cab Calloway und Pearl Bailey auf. Als Darstellerin der Hauptrolle Billie Holiday spielte sie im Lanie-Robertson-Stück Lady Day, das 1993 und 1995 in Santa Fé vom New Mexico Repertory Theater aufgeführt wurde. Sie sang zwei Jahrzehnte im Orchester ihres Vaters bis zu dessen Tod 1994.
Ab den späten 1990ern gründete und führte sie eine eigene Band, das Hi-De-Ho Orchestra, mit dem sie 2001 auf eine längere Tournee ging. 2001 führte sie in Santa Fé ein Soloprogramm über ihre Tante Blanche, Clouds of Joy: The Spiritual Journey of Blanche Calloway, auf. Calloway trat in den 1990er Jahren im La Posada de Santa Fe Resort & Spa und in einer Veranstaltungsreihe in der Espiritu Canyon Road auf, wo das Album Live at Espiritu mitgeschnitten wurde. Sie starb im August 2008 nach einer langwierigen Krebserkrankung.

## Diskographische Hinweise
- Chris Calloway Live at Espiritu (2000)
- Sings the Lena Horne Songbook (2009)